# Zamek w Nowym Kościele
Zamek w Nowym Kościele – wybudowany w 1319 r. w Nowym Kościele.

## Położenie
Zamek położony był we wsi w Polsce, w województwie dolnośląskim, w powiecie złotoryjskim, w gminie Świerzawa, na Pogórzu Kaczawskim w Sudetach.

## Historia
Obiekt rozebrany po 1945 r. był częścią zespołu zamkowego, w skład którego wchodzi jeszcze park.